# Netelia beschkovi
Netelia beschkovi là một loài tò vò trong họ Ichneumonidae.